# Junioren-Badmintonsüdamerikameisterschaft 2014
Die Junioren-Badmintonsüdamerikameisterschaft 2014 fand vom 8. bis zum 14. Dezember 2014 in Santo André in Brasilien statt.

## Sieger und Platzierte U11
| Disziplin    | Gold                                    | Silber                         | Bronze                                |
| ------------ | --------------------------------------- | ------------------------------ | ------------------------------------- |
| Herreneinzel | Juan Pablo Santos                       | Mariano Velarde                | Adriano Viale                         |
| Herreneinzel | Juan Pablo Santos                       | Mariano Velarde                | Pedro Vinicius Bittencourt Dos Santos |
| Dameneinzel  | Juliana Viana Vieira                    | Fernanda Munar                 | Rafaela Munar                         |
| Dameneinzel  | Juliana Viana Vieira                    | Fernanda Munar                 | Sofia Alonso                          |
| Herrendoppel | Mariano Velarde Adriano Viale           | Rafael Cabral Gabriel Porto    | Cristobal Guzman-Barron Ricky Vergara |
| Herrendoppel | Mariano Velarde Adriano Viale           | Rafael Cabral Gabriel Porto    | Angelo Pereira Lima Luan Rios Silva   |
| Damendoppel  | Fernanda Munar Rafaela Munar            | Sofia Alonso Lara Nagatani     | Janielly Moreira Juliana Viana Vieira |
| Damendoppel  | Fernanda Munar Rafaela Munar            | Sofia Alonso Lara Nagatani     | Namie Miyahira Maria Clara Santos     |
| Mixed        | Jesus Willian Lima Juliana Viana Vieira | Mariano Velarde Fernanda Munar | Adriano Viale Gianna Stiglich         |
| Mixed        | Jesus Willian Lima Juliana Viana Vieira | Mariano Velarde Fernanda Munar | Cristobal Guzman-Barron Rafaela Munar |

## Sieger und Platzierte U13
| Disziplin    | Gold                                        | Silber                                    | Bronze                                        |
| ------------ | ------------------------------------------- | ----------------------------------------- | --------------------------------------------- |
| Herreneinzel | Gustavo Salazar                             | Davi Carvalho Da Silva                    | Moises Lima                                   |
| Herreneinzel | Gustavo Salazar                             | Davi Carvalho Da Silva                    | Thiago Mozer Ribeiro                          |
| Dameneinzel  | Sânia Lima                                  | Andrea Echevarria                         | Vitoria Bittencourt Brunetti                  |
| Dameneinzel  | Sânia Lima                                  | Andrea Echevarria                         | Andresa Morgana Araujo                        |
| Herrendoppel | Davi Carvalho Da Silva David Carvalho Silva | Mateo Bossio Gustavo Alfredo Salazar      | Remo Blondet Nick Chalen                      |
| Herrendoppel | Davi Carvalho Da Silva David Carvalho Silva | Mateo Bossio Gustavo Alfredo Salazar      | Paulo Feitosa Fernando Vieira Junior          |
| Damendoppel  | Sânia Lima Julia Viana Vieira               | Wiliany Leticia Silva Sayane Silva Lima   | Constanza Naranjo Belen Troncoso              |
| Damendoppel  | Sânia Lima Julia Viana Vieira               | Wiliany Leticia Silva Sayane Silva Lima   | Karen Bianca Santos Souza Marta Silva Freitas |
| Mixed        | Thiago Mozer Ribeiro Sânia Lima             | Gustavo Alfredo Salazar Andrea Echevarria | Nikolas Naupa Constanza Naranjo               |
| Mixed        | Thiago Mozer Ribeiro Sânia Lima             | Gustavo Alfredo Salazar Andrea Echevarria | João Pedro Abreu Vitoria Bittencourt Brunetti |

## Sieger und Platzierte U15
| Disziplin    | Gold                                          | Silber                                    | Bronze                                              |
| ------------ | --------------------------------------------- | ----------------------------------------- | --------------------------------------------------- |
| Herreneinzel | Jonathan Souza Mathias                        | Vinicius Alecrin De Paula                 | Isaki Pinheiro Batalha                              |
| Herreneinzel | Jonathan Souza Mathias                        | Vinicius Alecrin De Paula                 | Fabrício Farias                                     |
| Dameneinzel  | Jaqueline Lopes                               | Tamires Santos                            | Stefany Chen                                        |
| Dameneinzel  | Jaqueline Lopes                               | Tamires Santos                            | Valeria Wong Lan                                    |
| Herrendoppel | Isaki Pinheiro Batalha Jonathan Souza Mathias | Vinicius Alecrin De Paula Rafael Faria    | Felipe Mendes Ribeiro Messias Rony                  |
| Herrendoppel | Isaki Pinheiro Batalha Jonathan Souza Mathias | Vinicius Alecrin De Paula Rafael Faria    | João Pedro Goulart Silva Lucas Assis Monteiro Silva |
| Damendoppel  | Sâmia Lima Jaqueline Lopes                    | Micaela Flores Fernanda Saponara Rivva    | Stefany Chen Valeria Wong Lan                       |
| Damendoppel  | Sâmia Lima Jaqueline Lopes                    | Micaela Flores Fernanda Saponara Rivva    | Vitoria Bittencourt Brunetti Tamires Santos         |
| Mixed        | Fabrício Farias Sâmia Lima                    | Jonathan Souza Mathias Gleicimar Carvalho | Renzo Camogliano Fernanda Saponara Rivva            |
| Mixed        | Fabrício Farias Sâmia Lima                    | Jonathan Souza Mathias Gleicimar Carvalho | Messias Rony Tamires Santos                         |

## Sieger und Platzierte U17
| Disziplin    | Gold                                          | Silber                                         | Bronze                                                          |
| ------------ | --------------------------------------------- | ---------------------------------------------- | --------------------------------------------------------------- |
| Herreneinzel | Cleyson Nobre Dos Santos                      | Jose Guevara Llatas                            | Paulo Roberto Todeschini Filho                                  |
| Herreneinzel | Cleyson Nobre Dos Santos                      | Jose Guevara Llatas                            | Vinicius Gori                                                   |
| Dameneinzel  | Jeisiane Alves                                | Thainara Borges                                | Ines Castilho Salazar                                           |
| Dameneinzel  | Jeisiane Alves                                | Thainara Borges                                | Jackeline Luz                                                   |
| Herrendoppel | Jose Guevara Llatas Kenshin Shimabukuro Chia  | on Vinicios Evangelista Santos Fabrício Farias | Andy Baque Sergio Chevasco                                      |
| Herrendoppel | Jose Guevara Llatas Kenshin Shimabukuro Chia  | on Vinicios Evangelista Santos Fabrício Farias | Lucas Lopes Ribeiro Thiago Silva Gomes                          |
| Damendoppel  | Jeisiane Alves Jackeline Luz                  | Monalisa Bezerra Feitosa Lorena Vieira         | Ines Castilho Salazar Paula La Torre Legal                      |
| Damendoppel  | Jeisiane Alves Jackeline Luz                  | Monalisa Bezerra Feitosa Lorena Vieira         | Crislaine Bittencourt Dos Santos Thamires Gonçalves De Oliveira |
| Mixed        | Cleyson Santos Thamires Gonçalves De Oliveira | Kelton Oliveira Jeisiane Alves                 | Diego Mini Quadros Paula La Torre Legal                         |
| Mixed        | Cleyson Santos Thamires Gonçalves De Oliveira | Kelton Oliveira Jeisiane Alves                 | on Vinicios Evangelista Santos Thainara Borges                  |

## Sieger und Platzierte U19
| Disziplin    | Gold                                      | Silber                                     | Bronze                                   |
| ------------ | ----------------------------------------- | ------------------------------------------ | ---------------------------------------- |
| Herreneinzel | Ygor Coelho                               | Artur De Pomoceno                          | Francielton Farias                       |
| Herreneinzel | Ygor Coelho                               | Artur De Pomoceno                          | Alisson Vasconcelos                      |
| Dameneinzel  | Camila Garcia Biel                        | Daniela Zapata Hermosa                     | Maria Delia Zambrano                     |
| Dameneinzel  | Camila Garcia Biel                        | Daniela Zapata Hermosa                     | Thais Silva Gomes                        |
| Herrendoppel | Ygor Coelho Fabio Soares                  | Artur De Pomoceno Cleyson Nobre Dos Santos | Diego Teran Emilio Zambrano              |
| Herrendoppel | Ygor Coelho Fabio Soares                  | Artur De Pomoceno Cleyson Nobre Dos Santos | Felipe Cury Matheus Voigt                |
| Damendoppel  | Camila Garcia Biel Daniela Zapata Hermosa | Jessica Da Silva Alves Raiane Rosa De Melo | Bianca Oliveira Lima Naira Beatriz Vier  |
| Damendoppel  | Camila Garcia Biel Daniela Zapata Hermosa | Jessica Da Silva Alves Raiane Rosa De Melo | Mariana Couto Estefane Ventura           |
| Mixed        | Artur De Pomoceno Thais Silva Gomes       | Fabio Soares Bianca Oliveira Lima          | Daniel La Torre Legal Camila Garcia Biel |
| Mixed        | Artur De Pomoceno Thais Silva Gomes       | Fabio Soares Bianca Oliveira Lima          | Ygor Coelho Jessica Da Silva Alves       |